# Overseas Development Institute
El Overseas Development Institute (ODI) (en castellano: Instituto de Desarrollo de Ultramar) es uno de los laboratorios de ideas independientes líderes en temas de cooperación internacional y humanitarios. Con sede en Londres, su misión es inspirar y difundir políticas y prácticas que lleven a la reducción de la pobreza, el alivio de los que sufren y alcanzar medios de vida sostenibles en los  países en vías de desarrollo. Esto se lleva a cabo mediante aunando en forma conjunta investigación aplicada de alta calidad, asesorías de políticas prácticas y diseminación y debate enfocado en políticas.

## Descripción
El ODI comenzó en una pequeña oficina en el  Parque del Regente, Londres central, y operaba una biblioteca dedicada a temas de desarrollo internacional así como a desarrollar trabajo de consultoría y contratos con el  Ministerio de Desarrollo Internacional (entonces conocido como la Agencia de Desarrollo de Ultramar) del gobierno del Reino Unido. Desde ese entonces se ha mudado varias veces, y actualmente se ubica en Westminster Bridge Road. No se dedica a la enseñanza, a diferencia de su contraparte, el Instituto de Estudios para el Desarrollo (en inglés: Institute of Development Studies, IDS) de la Universidad de Sussex.  Quien dirige actualmente el ODI es Alison Evans, un exmiembro del IDS.
En julio de 2007, el ODI fue denominada el Laboratorio de Ideas del Año 2007 por la Public Affairs News magazine. Previamente había sido denominado el Laboratorio de Ideas a Vigilar por la  Prospect en la premiación de Laboratorio de Ideas del Año del año 2005.
Celebró su aniversario número 50 en el 2010, con invitados que incluían al ex becario del ODI y actual  Secretario de Negocios del Reino Unido, Vince Cable.
El ODI ha publicado muchos libros,  artículos y resúmenes, y dos  revistas científicas líderes, la Development Policy Review (en castellano: Revisión de las Políticas de Desarrollo) y la Disasters (en castellano: Desastres).
Ha mantenido un Partnership Programme Arrangement (en castellano: Acuerdo de Programa de Asociación) con el Ministerio de Desarrollo Internacional (Reino Unido) —DFID por sus siglas en inglés— desde el año 2004.

## Organización y departamentos
El ODI tiene muchos programas diferentes que se enfocan en varios aspectos del desarrollo internacional. Estos son:
- Negocios y Desarrollo
- Centro para la Asistencia y Gasto Público (en inglés: Centre for Aid and Public Expenditure, CAPE)
- Cambio Climático, Ambiente y Bosques
- Comunicaciones (para la difusión de los eventos y publicaciones del ODI)
- Crecimiento,, Pobreza e Desigualdad
- Inversión y Crecimiento
- Grupo de Políticas Humanitarias
- Políticas y Gobernabilidad
- Modos de Vida Protegidos y Crecimiento Agrícola

## Serie de eventos del ODI
El ODI es un anfitrión regular de una serie de eventos, con conferencias y paneles para discutir un amplio rango de temas del desarrollo. Los oradores incluyen a miembros del personal del ODI, formuladores de políticas visitantes, empleados del DFID y otras prominentes figuras tales como Justin Yifu Lin, el actual  Economista Jefe del Banco Mundial.

## Sistema de becas
El ODI también tiene un sistema de becas, que envía jóvenes economistas de postgrado a trabajar en los sectores públicos de países en vías de desarrollo de África, el Caribe y el Pacífico en contratos de dos años. Esto ha estado desarrollándose desde el año 1963, en sobre 30 países, con más de 850 economistas enfocando su carrera en el desarrollo y otros sectores. Inicialmente los participantes era conocidos como Becarios Nuffield del Instituto de Desarrollo de Ultramar (en inglés: Overseas Development Institute Nuffield Fellows, ODINs) pero posteriormente se conocen como Becarios ODI.